# Raphaëlla Smits
Raphaëlla Smits (* 1. Februar 1957, Mortsel) ist eine belgische klassische Gitarristin.

## Leben
Smits studierte bis 1978 am Königlichen Konservatorium in Antwerpen und anschließend bis 1981 am Königlichen Konservatorium in Brüssel. 1986 gewann sie als erste Frau den renommierten Certamen Internacional de Guitarra Francesc Tàrrega.
Smits ist unter anderem für ihre Interpretation auf 7- und 8-saitigen Gitarren bekannt geworden. Sie legte zahlreiche Aufnahmen klassischer und zeitgenössischer Kompositionen vor, seit 1988 ausschließlich bei dem belgischen Plattenlabel Accent Records. Viele ihrer Aufnahmen entstanden in der Vereenigde Doopsgezinde Kerk in Haarlem.
Smits unterrichtet unter anderem am Lemmens-Institut in Löwen und gibt Meisterkurse weltweit.

## Diskografie
- De blauwe steen, Eufoda, 1980 (mit Guy De Mey und Walter Heynen)
- Lachrimae, Songs and Airs, AV, 1980 (mit Guy De Mey)
- Guitarduets, Poketino, 1981 (mit David Russell)
- At Priorij Corsendonk, Bremberg, 1983
- Castelnuovo-Tedesco, Academix, 1985 (mit David Russell)
- The Romantic Guitar, Accent, 1988
- Lyrical 20th Century Guitar Music, Accent, 1990
- Fernando Sor - Napoléon Coste, Accent, 1991
- Baroque Guitar Sounds, Accent, 1993
- Villa-Lobos and others, Accent, 1996
- Antonio Jimenez Manjon, Accent, 1998
- Early 19th century guitar music, Accent, 2001
- Poplar Spanish Songs, Accent, 2001 (mit Liliana Rodriguez)
- Harmonie du soir, Accent, 2003
- In Deep Silence, Accent, 2005
- Reina de la Noche, Accent, 2005 (mit Jorge Cardoso und Liliana Rodriguez)
- The Eight-Stringed Bach, Accent, 2006